# مهسا کدخدا
مهسا کدخدا (انگلیسی: Mahsa Kadkhoda، زاده ۱ تیر ۱۳۷۲ در بیرجند) بازیکن تیم ملی والیبال زنان ایران است. وی سابقه بازی در تیم‌های بانک سرمایه و پیکان تهران و همچنین نایب قهرمانی در لیگ برتر ایران را نیز دارد. وی نخستین بازیکن از خراسان جنوبی است که در تیم ملی والیبال زنان حضور داشته‌است. مهسا دانش آموخته کارشناسی تربیت‌بدنی و کارشناسی ارشد فیزیولوژی است که از سال ۱۳۸۶ به عضویت تیم‌ملی درآمده و در سال ۱۳۸۹ به عنوان کاپیتان تیم ملی نوجوانان ایران به رقابت‌های جهانی اعزام شد. وی به همراه باشگاه پرسپولیس مقام سوم مسابقات قهرمانی والیبال آسیا را کسب کرده‌است. وی به همراه تیم ملی تورنمنت بین‌المللی Szeles Peter مجارستان به نایب قهرمانی رسید و مهسا کدخدا به عنوان بهترین آبشارزن تورنمنت انتخاب شد. وی در پست پشت‌خط زن بازی می‌کند.

## افتخارات ورزشی
لیگ برتر والیبال کشور:
- نایب قهرمانی: لیگ ۱۳۹۷ (پیکان تهران)،[۱۲][۱۳][۱۴] همراه با پرسپولیس و دانشگاه آزاد تهران[۲]